# Ittlingen
Ittlingen è un comune tedesco di 2 414 abitanti, situato nel land del Baden-Württemberg.